# 3K87 Kortik
3K87 Kortik (v kódu NATO CADS-N-1 Kashtan) je ruský hybridní plně automatický systém blízké obrany, kombinující rychlopalné kanony a řízené střely. Systém je navržen k obraně hladinových lodí ruského námořnictva proti vzdušným hrozbám, například protilodním střelám, letadlům a vrtulníkům. Exportní verze systému nesou označení Kashtan. Konkurencí Kortiku je hybridní systém 3K89 Palaš společnosti KB Točmaš (exportní verze se jmenuje Palma) a v KBP Tula vyvíjený systém Palica/Pancir-ME.

## Vývoj

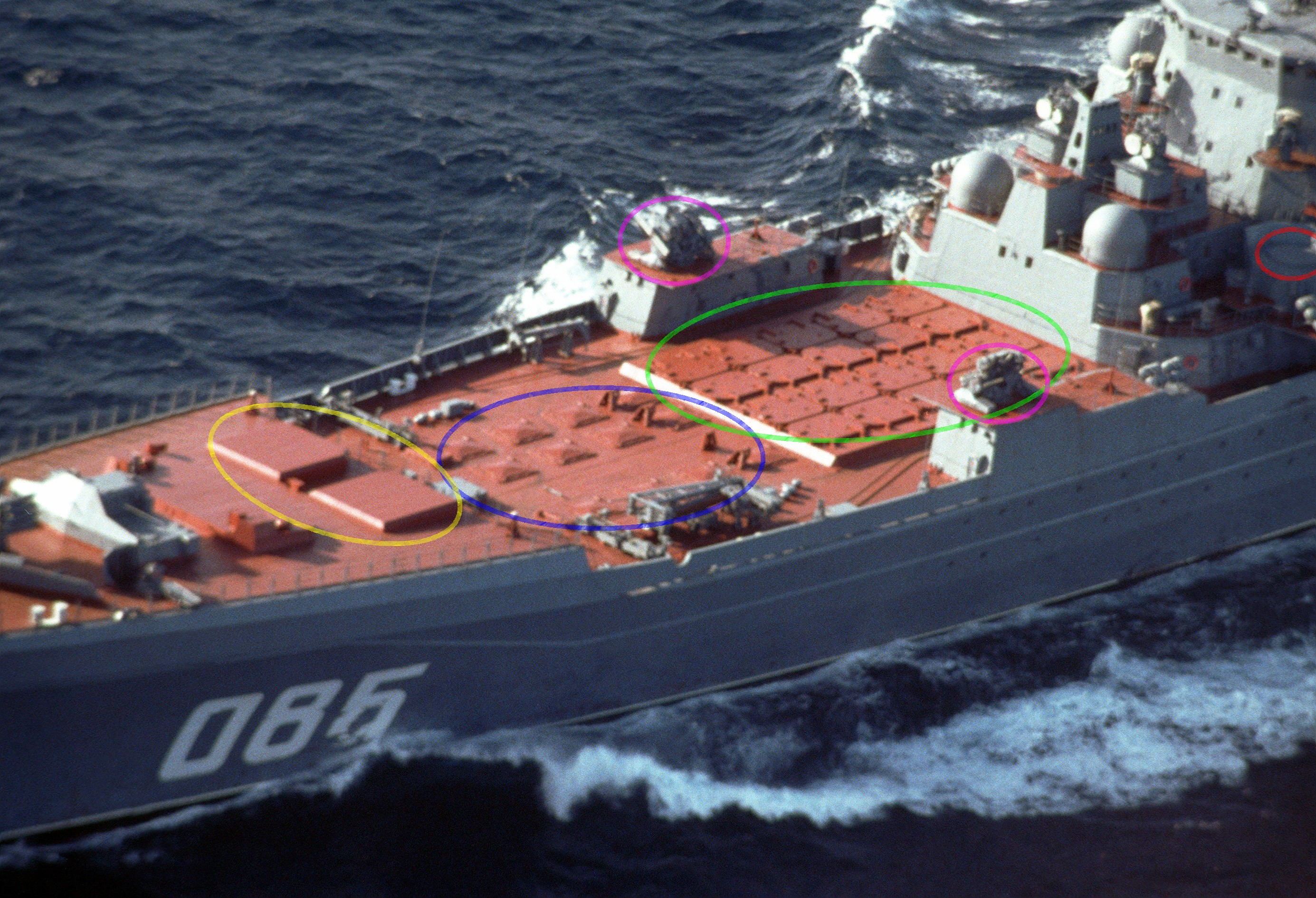
Fialově jsou označeny dva moduly systému 3K87 Kortik na palubě křižníku Kalinin projektu 1144.2

Vývoj systému byl zahájen v roce 1975 v sovětské konstrukční kanceláři KBP Tula (Konstruktorskoje bjuro priborostrojenija). Cílem bylo vyvinout systém, který by netrpěl hlavním nedostatkem jeho předchůdce AK-630; malým účinným dostřelem v případě střelby na útočící protilodní střelu. Komplet AK-630 byl vybaven 30mm kanónem AO-18, který mohl střelu účinně napadnout na vzdálenost cca 1500 metrů. To stačilo na střelu letící podzvukovou rychlostí, u rychlejších střel ale účinnost systému klesala. Nově vyvíjený obranný komplet tak měl posunout obrannou linii dále od samotné lodi. K tomu bylo zvoleno hybridní řešení kombinující kanóny AO-18 a řízené střely 9M311 – koncepce kterou Tulská konstrukční kancelář zvolila už dříve v pozemním hybridním systému 9K22 Tunguska.
Od roku 1983 probíhaly testy prototypů a roku 1989 byl systém zaveden do služby. Systémem jsou mimo jiné vybaveny letadlová loď Admiral Kuzněcov (8 ks), křižníky projektu 1144.2 (6 ks), torpédoborce projektu 1155 Fregat (2 ks), či fregaty projektu 11540 Jastreb (2 ks) a třídy Talwar (2 ks).

## Konstrukce

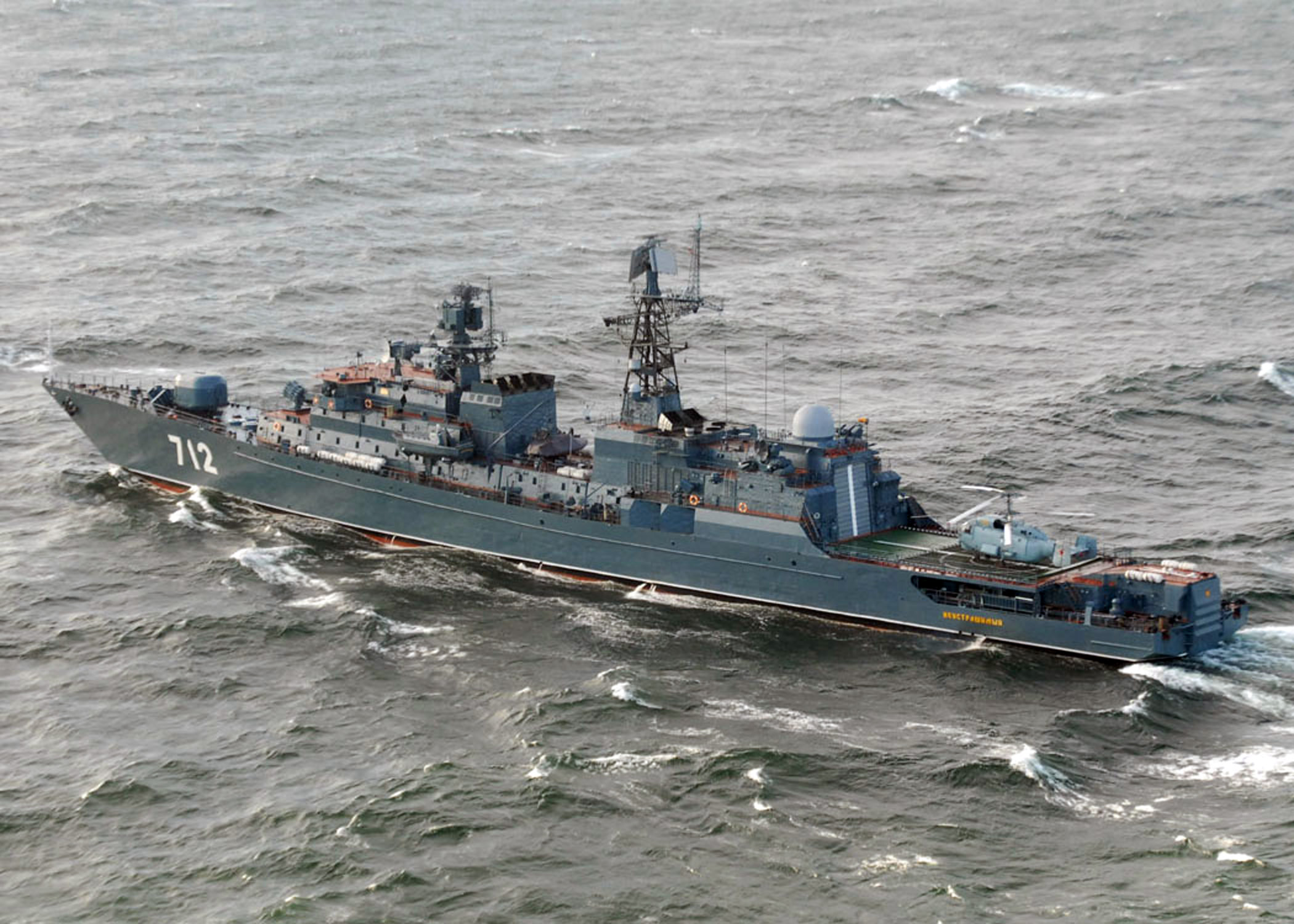
Dva moduly systému 3K87 Kortik byly instalovány po stranách hangáru této fregaty projektu 11540 Něustrašimyj

Systém je modulární koncepce a může být umístěn na válečné lodě s výtlakem nad 400 tun. Tvoří ho střelecký modul 3S87, řídící modul 3R87 a u větších lodí rovněž přehledový radiolokátor MR-352 Pozitiv pro vstupní detekci cílů.
Věž systému Kortik nese zaměřovací senzory (přehledový radar, střelecký radar, elektro-optická čidla), dva čtyřnásobné kontejnery protiletadlových řízených střel 9M311 (v kódu NATO SA-N-11 Grison, používá je rovněž armádní obranný systém 9K22 Tunguska) a dva 30mm šestihlavňové rotační kanóny AO-18K (varianta leteckého kanónu GŠ-6-30). U větších plavidel má systém automatické nabíjecí zařízení pro 24 rezervních řízených střel. Střely může systém použít v rozsahu 1,5–10 km, zatímco kanóny v rozsahu 0,5–4 km. Výškový dosah systému činí 5–6000 metrů u střel a 5–3000 u kanónů.
Modernizovaná verze systému Kaštan-M je vybavena novým přehledovým radiolokátorem Pozitiv-ME1.2, nese modernizované rakety verze 9M311M s dosahem více než 10 km a modernější kanony AO-18KD. Jako první mělo tuto verzi podle informací z roku 2014 využít indické námořnictvo u letadlové lodě INS Vikramaditya.